# Sven Christer Swahn
Sven Christer Swahn (* 3. August 1933 in Karlskrona; † 15. Januar 2005) war ein schwedischer Schriftsteller, Übersetzer, Literaturkritiker und Literaturwissenschaftler.

## Leben
Nach dem Ablegen des Abiturs in Landskrona begab sich Swahn 1952 zum Studium nach Lund. Neben dem Studieren begann er schon professionell zu schreiben. Von 1960 bis 1966 war er Schwedischlektor an der Universität Kopenhagen und arbeitete 1971 als Literaturwissenschaftler und Doktor der Philosophie an der Universität Lund. Swahn heiratete die Studienkollegin Sigbrit, Ehrenprofessorin der französischen Sprache und Literatur. Er war der Bruder des Folkloristen und Ethnologen Jan-Öjvind Swahn und Vater des Schriftstellers Jan Henrik Swahn.
Swahn war vielseitig literarisch produktiv. Er arbeitete als Poet, Novellist, Romanschriftsteller, Jugendbuchautor und Dramatiker. 1956 publizierte er die erste Gedichtsammlung Eftermiddagens nycklar. Im Jahr darauf folgte die Gedichtsammlung Genom många portar und der erste Jugendroman Indianresan (Indienreise). 1958 erschien die erste Novellensammlung 13 historier om spöken och annat (13 Spukgeschichten und anderes). 1960 wurde der erste Erwachsenenroman Bäste bror (Bester Bruder) veröffentlicht.
Er schrieb auch Theater- und Radiostücke. Als Literaturkritiker der Zeitung Sydsvenskan und Übersetzer von Lyrik und Belletristik für Kinder und Erwachsene machte er sich ebenso einen Namen. Unter anderem übersetzte er Shakespeares und Keats’ Sonette und Gedichte von Emily Dickinson. Seine Werke umfassen psychologisch-realistische Romane, aber auch Science-Fiction Bücher. Über die Jahre seines Schaffens entstanden insgesamt vierzehn Erwachsenenromane, sechzehn Jugendromane, sechs Novellensammlungen, zwei Kinderbücher, zwölf Gedichtsammlungen und eine große Anzahl anderer Bücher. Dazu kommen etwa 200 Buchübersetzungen.

## Werke

### Romane
- Bäste bror, 1960
- I ondo, 1962
- Pinan, 1963
- Närmare dig, 1964
- Det är klart att man har sitt arbete och sin goda inkomst, 1966
- Offentlig inrättning, 1971
- Ljuset från Alfa Centauri, 1977
- Förmedlarna, 1978
- Jag lovar dig, 1979
- Nina och Lena, 1982
- Oktogon. Episodroman, 1986
- Stenbrottet, 1987
- Hotbilder, 1991
- Ett monsters memoarer, 2002

### Novellen
- 13 historier om spöken och annat, 1958
- Orgeladjunkten, 1961
- Mina kära döda, 1977
- Tagning: Framtid, 1979
- Stanna alla klockor, 1991

### Psalmen
- Himlen är så härligt blå, 1978
- Att ta farväl på riktigt sätt, 1979

### Lyrik
- Eftermiddagens nycklar, 1956
- Genom många portar, 1957
- Den långa lördagskvällen, 1959
- Enhörningens död, 1984
- Europa min smitta mitt hjärta, 1985
- Den svåra vintern 86, 1987
- Om en hård tid, 1989
- Olwen, 1992
- Tågapågar, 1993
- Stormlyktans hemliga sken, 1993
- Paket till jorden, 2001

### Dramen
- Hjärtstilla, eller Arton dagar ur Thomas Vasarys död. I Svenska radiopjäser, 1969
- Ett annat hörn av trädgården. I Svenska radiopjäser, 1984
- Kaspar Hausers fjärde dröm, Hörspiel
- Mossen. I Svenska radiopjäser, 1985
- Om Harriet Löwenhjelm, Hörspiel

### Essays
- Bröderna Swahns julbord, 1967
- Bröderna Swahns julknäck, 1968
- Ett kök i Köpenhamn, 1995

### Kinderbücher
- Hundekattleken, 1962
- Lill-Nisse reser till Köpenhamn, 1963

### Jugendromane
- Indianresan, 1957
- Biskop Hattos torn, 1960
- Rida med Fenniman, 1964
- Stenjätten, 1965
- Vem har sett vår husbil?, 1966
- Vår man i Nyhavn, 1967
- TV-Thomas, 1969
- Havsporten, 1970
- Spionligan, 1972
- Jakten på Stora sjöormen, 1974
- Duell på månen, 1975
- Skymningsgästerna, 1977
- Tågluffare, 1979
- Huset i Paris, 1986
- Spöket på Myntgatan, 1992

### Kulturgeschichte
- Detta Lund, 1965
- Jacob Frese, 1971
- Piraten, 1972, überarbeitet 1992
- 7 x framtiden, 1974
- Sällsamheter i Karlskrona, 1988
- Den tvinnade enheten, 1998
- 100 års utmärkta författare, 2001

### Anthologien
- Brev från Köpenhamn, 1978
- Shakespeares sonetter, 1980
- Den okände Keats, 1984
- Mitt brev till världen. Emily Dickinson i urval, 1986
- Vägen mellan himmel och jord. Selma Lagerlöfs spökhistorier, 1992
- Spökhistorier i mästarklass, 1994
- Rubáiját, 1997
- Sällsamma berättelser i mästarklass, 1997
- Korpen och andra dikter. Edgar Allan Poe i urval, 2001

## Preise und Auszeichnungen
- Astrid-Lindgren-Preis, 1992